# Resolução 120 do Conselho de Segurança das Nações Unidas
Resolução 120 do Conselho de Segurança das Nações Unidas, foi aprovada em 4 de novembro de 1956, considerando a grave situação criada pela União Soviética na repressão do povo húngaro em fazer valer os seus direitos, bem como a falta de unanimidade dos seus membros permanentes, o Conselho considerou que tinha sido impedido de exercer a sua responsabilidade para a manutenção da paz e a segurança internacional. Como solução, o Conselho decidiu convocar uma sessão especial de emergência da Assembleia Geral, a fim de fazer as recomendações apropriadas.
Foi aprovada com 10 votos, um contra, da União Soviética.